# Puttin' On the Ritz

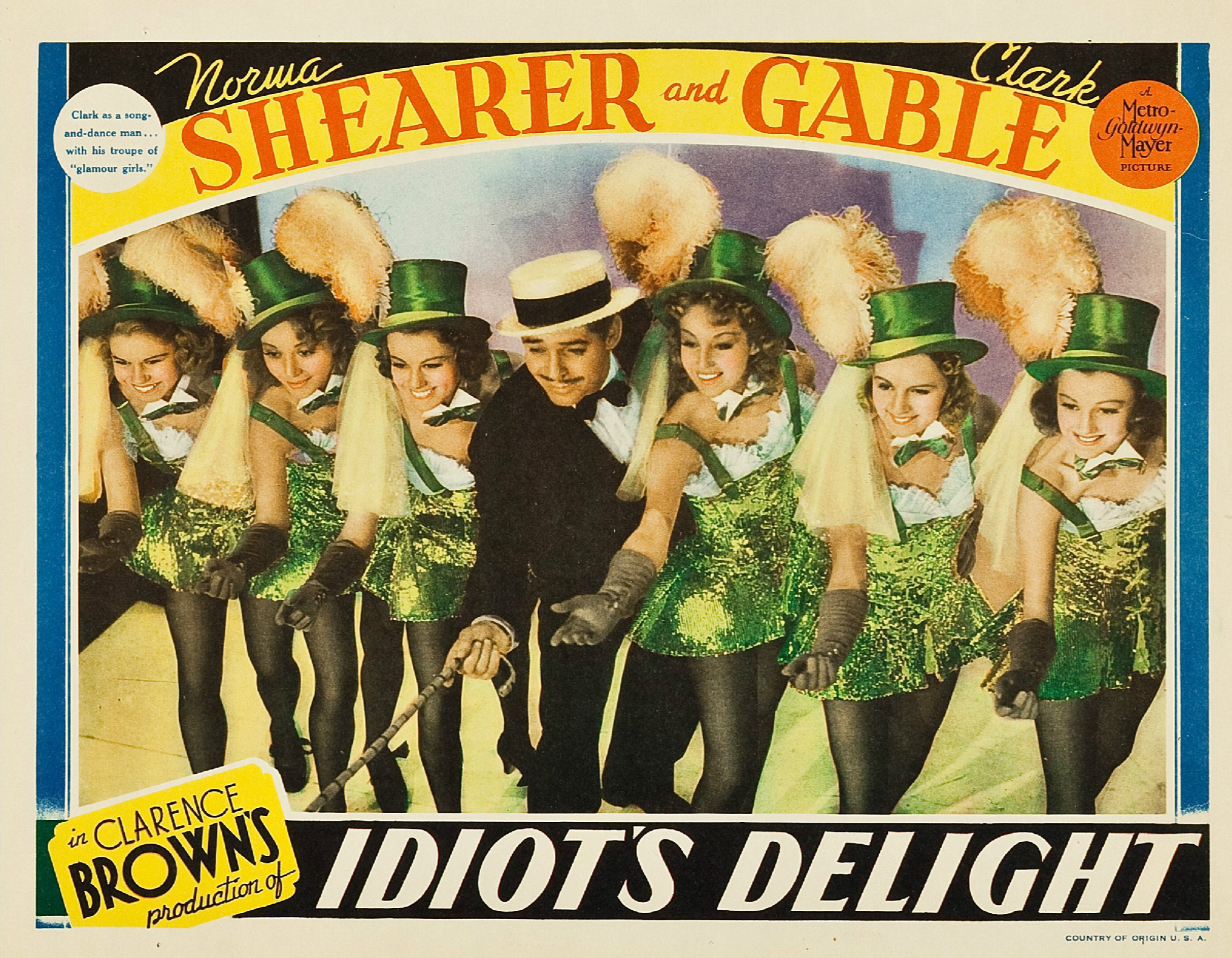
Clark Gable interpreta Puttin' on the Ritz en una película musical de 1939

«Puttin' On the Ritz» es una canción escrita por el compositor estadounidense Irving Berlin en mayo de 1927 y publicada el 2 de diciembre de 1929. Apareció en la película homónima de 1930. La expresión "Puttin' on the Ritz" significa vestir de forma opulenta y hace referencia a los lujosos hoteles Ritz.
La canción cobró más popularidad a comienzos de los años 1930, cuando la cantó Fred Astaire. Posteriormente, a comienzos de los años 1980 el cantante indonesio de ascendencia holandesa Taco le dio nuevamente popularidad. En la lista de las 100 canciones más representativas del cine estadounidense realizada por el American Film Institute quedó en el puesto número 89.

## Curiosidades
En 1974, en la película de Mel Brooks "Young Frankenstein" ("El jovencito Frankenstein" en España), la canción es cantada por el doctor Frankenstein Gene Wilder y el monstruo Peter Boyle en una divertida parodia hacia el final de la película.
En febrero de 2012 se llevó a cabo un famoso flashmob en Moscú con la música de esta canción.